# Malayer
Malāyer (farsi ملایر) è il capoluogo dello shahrestān di Malayer, circoscrizione Centrale, nella provincia di Hamadan. Aveva, nel 2006, una popolazione di 153.748 abitanti. È la seconda città più grande della regione dopo Hamadan. Anticamente si chiamava Dawlatābād.